# Анна Завадзка
Анна Зава̀дзка (на полски: Anna Zawadzka) (родена на 8 февруари 1919 г. във Варшава) е полска преподавателка по Английски език, автор на учебници, инструктор в полската скаутска организация, сестра на Тадеуш Завадзки „Зоски“, дъщеря на професор Юзеф Завадзки, герб Шименски.

## Биография
През 1942 – 1944 тя е таен командир и участва във варшавския бунт. След Втората световна война тя работи във Варшавския Университет като преподавател по логика и английски език. След края на войната все още е деен участник в скаутския живот. До 1993 активно реформира скаутската организация и авторства няколко монографии, посветени на полското херцерство.
Умира на 22 юни 2004 г. във Варшава и е погребана в гробището Стари Повонзки.

## Публикации
- Dzieje harcerstwa żeńskiego w Polsce w latach 1911 – 1949, ISBN 83-89037-77-7, 9788389037770